# Сферическая тригонометрия
Сферическая тригонометрия — раздел тригонометрии, в котором изучаются зависимости между величинами углов и длинами сторон сферических треугольников. Применяется для решения различных геодезических и астрономических задач.

## История
Основы сферической тригонометрии были заложены греческим математиком и астрономом Гиппархом во II веке до н. э. Важный вклад в её развитие внесли такие античные учёные, как Менелай Александрийский и Клавдий Птолемей. Сферическая тригонометрия древних греков опиралась на применение теоремы Менелая к полному четырёхстороннику на сфере. Древнегреческие математики излагали условие теоремы Менелая не на языке отношений синусов, а на языке отношений хорд. Для выполнения требуемых расчётов применялись таблицы хорд, аналогичные последующим таблицам синусов.
Как самостоятельная дисциплина сферическая тригонометрия сформировалась в работах средневековых математиков стран ислама. Наибольший вклад в её развитие в эту эпоху внесли такие учёные, как Сабит ибн Корра, Ибн Ирак, Кушьяр ибн Лаббан, Абу-л-Вафа, ал-Бируни, Джабир ибн Афлах, ал-Джайяни, Насир ад-Дин ат-Туси. В их работах были введены основные тригонометрические функции, сформулирована и доказана сферическая теорема синусов и ряд других теорем, применявшихся в астрономических и геодезических расчётах, ведено понятие полярного треугольника, позволявшее вычислять стороны сферического треугольника по трём его данным углам.
История сферической тригонометрии в Европе связана с трудами таких учёных, как Региомонтан, Николай Коперник, Франческо Мавролико.

## Основные соотношения

Сферический треугольник.

Обозначим стороны сферического треугольника a, b, c, противолежащие этим сторонам углы — A, B, C. Сторона сферического треугольника равна углу между двумя лучами исходящими из центра сферы в соответствующие концы стороны треугольника. Для радианной меры угла:
{\displaystyle a={\frac {|uv|}{R}},} {\displaystyle b={\frac {|uw|}{R}},} {\displaystyle c={\frac {|vw|}{R}}}
При использовании угла вместо длины дуги для измерения сторон сферического треугольника упрощаются формулы — в них тогда не входит радиус сферы. Так же поступают, например, в сферической астрономии, где радиус небесной сферы не имеет значения.

### Теоремы для прямоугольного сферического треугольника
Пусть угол C — прямой. Тогда имеют место следующие соотношения:
{\displaystyle \operatorname {tg} b=\operatorname {tg} c\cos A,}
{\displaystyle \operatorname {tg} a=\sin b\operatorname {tg} A,}
{\displaystyle \sin a=\sin c\sin A,}
{\displaystyle \operatorname {cos} c=\operatorname {ctg} A\operatorname {ctg} B,}
{\displaystyle \cos A=\cos a\sin B.}

### Теоремы для произвольного сферического треугольника
Сферические теоремы косинусов
{\displaystyle \cos a=\cos b\cos c+\sin b\sin c\cos A,}
{\displaystyle \cos A=-\cos B\cos C+\sin B\sin C\cos a.}
Сферическая теорема синусов
{\displaystyle {\frac {\sin a}{\sin A}}={\frac {\sin b}{\sin B}}={\frac {\sin c}{\sin C}},\sin ^{2}A>0,\sin ^{2}B>0,\sin ^{2}C>0.}
Первая и вторая сферические теоремы косинусов двойственны по отношению друг к другу. Сферическая теорема синусов двойственна по отношению к самой себе.
Формула пяти элементов
{\displaystyle \sin a\cos C=\sin b\cos c-\cos b\sin c\cos A.}
{\displaystyle \sin A\cos c=\sin B\cos C+\cos B\sin C\cos a,}
Указанные две формулы так же двойственны друг к другу.

## Применение
Знание формул сферической тригонометрии необходимо при решении таких задач, как, например, преобразование координат из одной системы небесных координат в другую, расчёт долготы центрального меридиана планеты Солнечной системы, разметка солнечных часов и точное направление спутниковой антенны («тарелки») на нужный спутник для приёма каналов спутникового телевидения.